# Malang (källa)
Malang är en källa i Kina. Den ligger i den autonoma regionen Xinjiang, i den nordvästra delen av landet, omkring 530 kilometer öster om regionhuvudstaden Ürümqi. Malang ligger 628 meter över havet.
Trakten runt Malang är nära nog obefolkad, med mindre än två invånare per kvadratkilometer. Trakten runt Malang är ofruktbar med lite eller ingen växtlighet.
Genomsnittlig årsnederbörd är 99 millimeter. Den regnigaste månaden är juni, med i genomsnitt 29 mm nederbörd, och den torraste är januari, med 2 mm nederbörd.